# Pour le Mérite
Ne doit pas être confondu avec Ordre du Mérite de la République fédérale d'Allemagne.
La croix Pour le Mérite est une décoration prussienne créée par Frédéric II en 1740.
Le dernier récipiendaire à titre militaire de la croix Pour le Mérite, Ernst Jünger, est mort en 1998.

## Histoire

### Création
Cette distinction honorifique est créée en 1740 avec un libellé (inscrit sur la croix) en français, langue des cours royales et de la diplomatie d'alors.

### Évolution de 1740 à 1866
C'est une distinction militaire ou civile jusqu'en 1810 : le roi Frédéric-Guillaume III décrète qu'elle ne pourra plus être attribuée qu'au personnel servant sous les drapeaux. En 1866 une catégorie nouvelle, « grand croix », est créée.
Cependant, en 1842, le roi Frédéric-Guillaume IV fonde une nouvelle branche pour les sciences et arts (« Pour le Mérite für Wissenschaften und Künste ») avec trois sections : humanités, sciences naturelles et arts. L'une des récipiendaires les plus célèbres est Käthe Kollwitz, qui en sera déchue par les nazis.

### FinXIXeet débutXXesiècle
Jusqu'à la fin de la Première Guerre mondiale, c'est la décoration prussienne, puis allemande, la plus prestigieuse.
Un seul navire, le SMS Iltis, reçoit cette distinction en 1903. Dans l'aviation, elle s'accordait bien avec la gloire individuelle des « chevaliers du ciel » dont l'espérance de vie était brève. Au début de la Première Guerre mondiale, elle est accordée pour huit avions abattus et c'est l'as Max Immelmann qui l'obtient le premier, ce qui vaut à la décoration le surnom de Max bleu (Blauer Max).
Le nombre de victoires requises augmente jusqu'à vingt. Les titulaires, lorsqu'ils étaient en uniforme, devaient porter l'insigne qui est une croix de Malte bleue avec des aigles entre les bras, et une couronne gravée et les mots dorés « Pour le Mérite » sur la croix. Les plus célèbres récipiendaires sont Manfred von Richthofen (80 victoires confirmées), mieux connu sous le surnom de « Baron Rouge », le lieutenant Ernst Udet (62 victoires homologuées), qui l'a reçue le 23 avril 1918, et Hermann Göring (22 avions abattus). Généralement attribuée dans l'infanterie à des généraux, onze commandants de compagnies d'infanterie la reçurent dont le capitaine Erwin Rommel, Fedor Von Bock, Werner Von Blomberg, Ferdinand Schorner, Ernst Busch et le lieutenant Ernst Jünger.

### 1918 et après
La récompense est officiellement abolie avec l'abdication de l'empereur Guillaume II le 9 novembre 1918, mais elle continue à être attribuée de 1924 à 1933 au titre des arts et des sciences. Après 1933 Hermann Göring, récipiendaire de l’ordre à titre militaire, exclut de l’ordre les porteurs juifs, communistes et opposants aux nazis.
En 1952, le président de l'Allemagne de l'Ouest, Theodor Heuss, fait renaître la branche pour les sciences et arts. Ce n'est cependant pas un ordre d'État comme la Bundesverdienstkreuz.
À sa mort en 1998, Ernst Jünger était le dernier récipiendaire vivant de cette distinction militaire.

## Description
- Version militaire : croix de Malte en or, émaillée de bleu, avec des aigles en or entre les branches. Sur la branche du haut, l'initiale « F » du roi de Prusse Frédéric II surmontée d'une couronne prussienne, et sur les trois autres branches, les mots « POUR LE MÉRITE » écrits en doré.
- Version civile : anneau en émail bleu avec 4 couronnes prussiennes dorées aux 4 points cardinaux, avec les mots « POUR LE MÉRITE » écrits. Au centre, un médaillon en or figurant un aigle, et les lettres dorées « F » de Frédéric en miroir le reliaient à l'anneau.
- Le ruban de la version militaire était noir et blanc, à l'instar de celui de la croix de fer.

## Divers
Cette décoration est le sujet du film de 1966 Le Crépuscule des aigles (The Blue Max) de John Guillermin. Un jeune pilote y cherche par tous les moyens à obtenir cette décoration suprême.